# Turnerschaft Kronach
Die Turnerschaft Kronach 1861 e. V. ist ein Sportverein, der am 19. Februar 1861 gegründet wurde. Mit etwa 1300 Mitgliedern ist er der größte Turner- und Sportverein in Kronach. Zahlreiche Abteilungen, wie Aerobic, Aikido, Badminton, Baseball, Basketball, Brazilian Jiu-Jitsu, Cheerleading, Fitnesskinder, Gerätturnen, Gymnastik, Judo, Karate, Leichtathletik, Nordic-Walking, Rückenschule, Schwimmen, Tischtennis und Volleyball fungieren unter dem Namen der Turnerschaft.

## Geschichte
Am 19. Februar 1861 wurde in der Kronacher Zeitung Fränkischer Wald ein Artikel veröffentlicht, in dem zur Bildung eines Turnvereins aufgerufen wurde. Dieser Verein sollte der möglichst allseitigen Ausbildung des Körpers sowie der geistig-sittlichen Ausbildung der Teilnehmenden dienen. Der Turnverein Kronach sollte aus wirklichen Mitgliedern, aus Turnfreunden und aus Zöglingen bestehen. Wirkliche Mitglieder waren Männer über 18, die turnen wollten. Zu Turnfreunden sollten solche Männer gezählt werden, die unbescholten und über 25 Jahre alt waren. Ihre Aufgabe war es, ihren Einfluss insbesondere zur Hebung des inneren Wertes des Vereins geltend zu machen. Zöglinge waren junge Leute von 10 bis 18 Jahren. Die Emanzipation hatte sich noch nicht herumgesprochen, Frauen konnten demzufolge auch keine Mitglieder werden.

### Gründungsversammlung
Die Gründungsversammlung fand am 16. März 1861 bei Sigmund Pfaff statt. Heute ist dort die Gaststätte „Kaiserhof“ zu finden. Bereits am ersten Tag seines Bestehens zählte der Verein 60 Mitglieder. Zum ersten Vorstand wurde Bezirksgerichtsrat Krapp gewählt. Gleichzeitig wurde beschlossen, „baldigst tüchtige Turner“ für eine noch zu gründende Feuerwehr heranzubilden.

### Turnplatz
Geturnt wurde auf der städtischen Hofwiese, heute besser bekannt als Schützenplatz. Im Winter nutzte man das Sommerhaus im Cammerersgarten, das noch heute gegenüber der evangelischen Christuskirche Kronach zu sehen ist. Da dieses Turnlokal nur ein Notbehelf war, wurde das heutige Feuerwehrhaus eingerichtet und von 1863 bis 1880 als Turnhalle benutzt. Im Jahr 1880 wurde sie dann in ein für die Feuerwehr notwendig gewordenes Feuerwehrhaus umgebaut, sodass in das Erdgeschoss des alten Kronacher Rathauses umgezogen werden musste.

### Abteilung freiwillige Turnerfeuerwehr
Aus Mitgliedern des Vereins wurde am 26. Oktober 1862 bei einer Versammlung im Rathaussaal die Freiwillige Feuerwehr Kronach gebildet. Im Januar 1870 löste sich die Feuerwehr jedoch mangels genügender Mannschaften wieder auf, sodass sich der Turnverein erneut des Feuerlöschwesens der Stadt Kronach annehmen musste. Diese freiwillige Turnerfeuerwehr Kronach bestand als Abteilung des Vereins, bis sie sich dann 1878 endgültig als Freiwillige Feuerwehr verselbständigte.

### Abteilung freiwillige Sanitätskolonne
Im Oktober 1888 wurde als neue Abteilung eine freiwillige Sanitätskolonne gegründet. Nach anfänglichen Startschwierigkeiten wurde sie dann im Januar 1891 ein eigenständiger Verein.

### Abteilung Fußball
Um den neuesten Zeitbedürfnissen Rechnung zu tragen, wurde im Jahr 1900 ein Fußball angeschafft. Dies fand erheblichen Anklang im Verein, sodass 1909 eine eigene Spielriege beschlossen und im April 1910 die Kochsche Wiese als Spielplatz gepachtet wurde. Am 11. April 1912 trat der Fußballclub FC Kronach 08 dem Verein bei. Im Inflationsjahr 1922 musste er sich dann jedoch wieder selbständig machen, da es dem Verein nicht mehr möglich war, die Pacht für die Spielwiese in Höhe von 150.000,00 RM zu bezahlen.

### Turnhalle
Die Turnhalle im alten Rathaus musste aus hygienischen Gründen durch Regierungsbeschluss vom 5. Februar 1903 geschlossen werden. Mit verschiedenen Maßnahmen wurde versucht, an das Geld für einen eventuellen Neubau zu gelangen. Nachdem mehrere Versuche, wie die Bewirtschaftung einer eigenen Bierhalle beim Schützenfest, nicht den gewünschten finanziellen Erfolg brachten, zog man ab 1904 in das umfunktionierte ehemalige Klosterbrauhaus um.
Zu einer endgültigen Lösung des Problems kam es 1906, also 45 Jahre nach der Vereinsgründung, als eine Dame beantragte, in der Halle turnen zu dürfen. Dies führte zu dem Beschluss, eine Damenriege zu bilden und die teilnehmenden Damen als „außerordentliche Mitglieder“ aufzunehmen.
Dadurch wurde 1926 der Bau einer eigenen Turnhalle beschlossen. Im April 1928 beschloss die Generalversammlung, dem Vorschlag der Vorstandschaft entsprechend, das Wassermannsche Fabrikanwesen, damals eine Schuhfabrik, zu kaufen und in eine eigene Turnhalle umzubauen. Hierzu gehörte Mut und Unternehmungsgeist, wenn man bedenkt, dass ein Betrag in Höhe von ca. 134.000,00 RM notwendig war, in der Kasse sich jedoch lediglich 2.400,00 Reichsmark befanden. Trotzdem konnte schon 1930 den Mitgliedern mitgeteilt werden, dass der Verein keine ungedeckten Schulden mehr hatte.
Zu Ehren von Friedrich Ludwig Jahn wurde 1927 ein Gedenkstein in der Jahnsallee aufgestellt.

### In Kriegszeiten
Die Kriege in den Jahren 1866, 1870/71 und 1914/18 hatten dem Verein immer wieder Rückschläge versetzt. Am Ende des Zweiten Weltkriegs war jedoch der Tiefstpunkt erreicht. Die Turnhalle und die Nebengebäude waren von der Besatzungsmacht beschlagnahmt; Flüchtlinge und Obdachlose lagerten in der Halle. Sämtliche brennbaren Materialien, wie Türen, Fensterrahmen usw., wurden zum Teil an offenen Feuern in der Halle verbrannt. Das gesamte Mobiliar, die Turngeräte, die Karteien, alles war vernichtet – was blieb, war ein Trümmerhaufen. Die Kronacher ließen sich davon jedoch nicht entmutigen und brachten trotz aller politischen und finanziellen Probleme den Verein wieder auf den Weg des Erfolges, ohne dabei die sozialen Belange zu vergessen. Der kleine Saal wurde 50 Kriegsversehrten als Arbeitsraum zur Verfügung gestellt; die Diele wurde für Kinderspeisungen benutzt. Den Reinerlös eines am 16. November 1947 durchgeführten Balls konnte man der Stadt Kronach als Spende übergeben. Das Frühlingsfest wurde wieder eingeführt.

## Abteilungen
Im sportlichen Bereich erfolgte ein steiler Aufschwung. Verschiedene Abteilungen konnten neu gegründet oder wiedererweckt werden. Nicht nur durch gesellschaftliche, sondern hauptsächlich durch sportliche Aktivitäten wurden weitere Mitglieder gewonnen. Dadurch wurde der Verein zum mitgliederstärksten des Landkreises Kronach. Bei solch großem Angebot an verschiedenen Sportarten blieben selbstverständlich auch besonders hervorzuhebende Erfolge nicht aus.

### Basketball
Basketball ist seit Jahrzehnten ein Garant für Hochklassigkeit. Die erste Herrenmannschaft wurde 1974 süddeutscher Meister, 1979 Bayernpokalsieger und drang 1981 bis in die Zweite Bundesliga vor. Seither macht besonders die Jugend von sich reden, die 1996 Bayerischer Pokalsieger wurde. Auch heute kann man mit erneuten Erfolgen glänzen. Ein Beispiel hierfür ist sicherlich die Damenmannschaft, die erneut in die Oberliga aufstieg, den Klassenerhalt aber nicht halten konnte.

### Tischtennis
Die Tischtennismädchen setzten in den 1980er Jahren zu einem Höhenflug an. Sie wurden ebenfalls bayrischer Pokalsieger und stiegen dann als Damenmannschaft bis in die Bayernliga vor, bis dann das Studium die Mannschaft auseinanderriss.

### Leichtathletik
Die Abteilung Leichtathletik kann auch einige Erfolge wiedergeben.
- Norbert Weiser (* 1939)
  - Bayerischer Meister im Dreisprung: 1959 (In den Jahren 1961, 1963–1966 sowie 1969 nochmals, allerdings für den TSV 1860 München bzw. den 1. FC Bamberg startend.)
  - Deutscher Meister im Dreisprung

- Dieter Eber
  - vertreten in der deutschen Bestenliste im 5000 m Bahnengehen

- Helga Müller
  - Deutsche Vizemeisterin im Friesenkampf = 75-m-Lauf
  - Schleuderball,
  - 100 m Brustschwimmen und Fechten

### Schwimmen
- Eva-Maria Parzer
  - mehrmalige bayerische und deutsche Meisterin im Schwimmen

- Martin Pietz
  - Deutscher Meister in seiner Altersklasse bei den Mehrkampfmeisterschaften im Schwimmen

- Walter Lemke
  - Deutscher AK-Vizemeister im Rückenschwimmen

## Turnhallen
Die Turnerschaft Kronach besitzt zwei eigene Hallen, die zusätzlich noch von Schulen benutzt werden. Außerdem werden auch externe Hallen, wie die Lucas-Cranach-Schulturnhalle der namensgebenden Grundschule, das Schulzentrum oder die Hallen des Kaspar-Zeuß-Gymnasiums und der Berufsschule für Vereinsaktivitäten verwendet.

### Turnerheim
Das neue Turnerheim mit Tischtennishalle
Das alte und ewig neue Problem der Turnhalle, vorübergehend durch den Mut der damaligen Vorstandschaft im Jahr 1928 gelöst, trat im Laufe der Zeit wieder in den Vordergrund. Am 20. März 1981 wurde die Vorstandschaft beauftragt, eine zeitgemäße Lösung für dieses Problem zu finden. Nach Überdenken und Verwerfen verschiedener Möglichkeiten kam man überein, doch einen Neubau in Angriff zu nehmen. Im Dezember 1989 stand das neue Gebäude und fügt sich seither harmonisch in die Umgebung ein. Zur allgemeinen Ausbildung der Körperfitness wurden eine Turnhalle in der Größe 15 × 27 Meter und eine Tischtennishalle 14 × 15 Meter gebaut. Auch eine Gastwirtschaft mit Nebenzimmer hat seitdem einen Platz auf dem Gelände. Eine Überschreitung des vorgegebenen Kostenrahmens erfolgte nicht.